# Colturano
Colturano település Olaszországban, Lombardia régióban, Milánó megyében. Lakosainak száma 2052 fő (2023. január 1.). Colturano Dresano, Mediglia, Melegnano, San Giuliano Milanese, Tribiano és Vizzolo Predabissi községekkel határos.

## Népesség
A település lakossága az elmúlt években az alábbi módon változott:
| Lakosok száma | 2068 | 2079 | 2105 | 2052 |
|               | 2013 | 2017 | 2018 | 2023 |